# Doggfather
"Doggfather" é o terceiro single do rapper Snoop Doggy Dogg para o seu segundo álbum de estúdio Tha Doggfather. A canção foi lançada em 26 agosto de 1997. A faixa foi produzida por Daz Dillinger e conta com a participação do cantor de R&B Uncle Charlie

## Vídeo da musica
Em alguns versos da música Snoop faz referência ao caso de assassinato que ele foi julgado e absolvido antes do lançamento do álbum. O vídeo foi todo filmado em preto e branco para dar um ar gangster clássico.

## Lista de faixas
- Doggfather
- Doggfather (remix)[3]
- Midnite Love
- Snoop Bounce (rock & roll remix)[4]

## Desempenho nas paradas
| Paradas (1997)                    | Melhor posição |
| --------------------------------- | -------------- |
| Nova Zelândia (Recorded Music NZ) | 20             |
| Reino Unido (UK Singles Chart)    | 20             |